# Villeneuve-la-Comptal
Villeneuve-la-Comptal è un comune francese di 1 249 abitanti situato nel dipartimento dell'Aude nella regione dell'Occitania.

## Società

### Evoluzione demografica
Abitanti censiti